# Emiko Bleu
Emiko Bleu（エミコ・ブルー、1981年11月9日 - ）は日本の歌手。女性。本名非公開。Emiko Bleuの表記については誤記ではない（後述）。プロデューサーは藤田千章（SING LIKE TALKING）。

## 来歴
2002年、ワーナーミュージックジャパンより、カバーミニアルバム『土曜の夜何かが起きる』をEMIKO BLUE(エミコ・ブルー)名義でリリースしデビュー。
その後活動の場を広げるべく、2004年から2005年にかけてRock&PopバンドSilent Lifeのボーカルとして発表したＣＤをきっかけにプロデューサーである藤田千章と出会い、師事。
2006年より、他アーティストや、バンダイナムコゲームスのタイトル『サモンナイト』シリーズを中心に、他プロジェクトへのレコーディングに参加するようになる。
2011年、佐藤竹善、西村智彦（SING LIKE TALKING）らからも楽曲提供、演奏などの協力を受けマキシシングル『ありふれた情事』で、名義をEmiko Bleu(エミコ・ブルー)とし自身の活動を再開。
2013年6月5日、オリジナルアルバム『BLUE』と、PSP用ゲームソフト・サモンナイト5の主題歌『星たちのRendezvous～Ready To Fly～』が同時リリースされており、『星たちのRendezvous 〜Ready To Fly〜』はオリコンチャート20位となった。
2015年1月、K-mix(静岡エフエム放送)にて、自身のレギュラー番組『Emiko Bleu Nightly Affairs』がスタートしている。
2015年4月、SING LIKE TALKINGの“The Sonic Boom Tour 2015”で先行発売された、ギタリスト西村智彦のソロアルバム『WONDERLAND』に収録されている『囚われた月』で、作詞・ヴォーカルを担当している。
また、このアルバムに収録されている『Memory Of Your Smile ～眠らない日々～』は、2011年に西村がEmiko Bleuに提供した楽曲『眠らない日々』であるが、西村自身も大変気に入っているため、このアルバムにインストゥルメントヴァージョンとして収録されている。
このアルバムは2015年6月17日より一般発売された。
2016年4月27日、Emiko Bleu名義2枚目となるオリジナルアルバム『Retro Active』をリリース。

## 名義変更の由来
ワーナーミュージック時代、『日本のブルースをカバーしよう』というところからその企画がスタートしたことから、名前にブルースのブルーを付けて、EMIKO BLUE（エミコ・ブルー）となる。
2011年、藤田千章に師事し自身の活動を再開することになった際に、一度表に出した名前を変えるのは、その当時の自分や、それ自体を否定するようで嫌だったため、そのまま使うことにした。ただ、以前と環境も音楽自体も違うため、区別をつけるという意味で、綴りをBLUEから、Bleuと最後をひっくりかえしてEmiko Bleu(エミコ・ブルー)という名前とした。

## ディスコグラフィー

### リリース
| 作品名               | リリース日     | 規格番号   | 収録曲 | 備考               |
| -------------------- | -------------- | ---------- | --- | ------------------ |
| 土曜の夜何かが起きる | 2002年10月23日 | WPCV-10202 | 1. 土曜の夜何かが起きる 2. 涙のかわくまで 3. 夜と朝のあいだに 4. 経験 5. ざんげの値打もない | カバーミニアルバム |
| ありふれた情事       | 2011年10月8日  | -          | 1. ありふれた情事 2. Heaven 3. Be Alright (Nack5プッシュアップナンバー) 4. 眠らない日々 | マキシシングル     |
| ＢＬＵＥ             | 2013年6月5日   | CIACD-013  | 1. 二人の未来 (Nack5 6月のパワープレイ楽曲) 2. あなたがいた夏 (FM世田谷リコメンデーション楽曲) 3. ありふれた情事 4. 雨のMelancholia 5. Be Alright 6. Heaven 7. He's A Rainbow 8. 眠らない日々 9. 黄色い街 10. Discard 11. 恋しくて | オリジナルアルバム |
| Retro Active         | 2016年4月27日  | UMCE-1001  | 1. 真夜中のベルベット 2. 不完全なままの私 3. 夏の扉 4. Distance 5. 春の行方 6. 踊るチェリー 7. 記憶への階段～planetarium～ 8. Revolution 9. I miss you 10. 突然の贈りもの 11. 愛しきひと 12. 虹 featuring 岡野宏典 (Bonus Track)   | オリジナルアルバム |

### 主な参加作品
- 2006年 サモンナイト4主題歌『NEVERLAND』(コーラス)
- 2009年 古谷智志1stアルバム『呼吸』(作詞 & コーラス)
- 2010年 サモンナイトグランテーゼ主題歌『Stargazers』(ヴォーカル)
- 2013年 サモンナイト5公式ＣＰソング『リインバウム/理想郷』(ヴォーカル)
- 2013年 サモンナイト5主題歌『星たちのRendezvous～Ready To Fly～』(ヴォーカル)（オリコンチャート20位）
- 2013年 サモンナイト5エンディング曲『青空のRequiem』(ヴォーカル)
- 2015年 西村智彦（SING LIKE TALKING）ソロアルバム『WONDERLAND』収録曲『囚われた月』(作詞 & ヴォーカル)
- 2022年 藤田千章（SING LIKE TALKING）ソロアルバム『un-categorized』収録曲『What’s The Matter』(ヴォーカル)

## ラジオ番組
| タイトル                   | 放送局                     | 放送日時                                                                        | 備考                                   |
| -------------------------- | -------------------------- | ------------------------------------------------------------------------------- | -------------------------------------- |
| Emiko Bleu Nightly Affairs | K-mix (静岡エフエム放送)   | 2015年1月〜2016年9月 毎週日曜日22:30〜23:00 2016年10月〜 毎週土曜日25:30〜26:00 | 2015年1月 放送開始 2016年10月 時間変更 |
| Emiko Bleu Nightly Affairs | RADIO BERRY (エフエム栃木) | 2016年10月〜2017年4月 毎週土曜日25:00〜25:30 2017年4月～ 毎週土曜日26:00～26:30 | 2016年10月 放送開始 2017年4月 時間変更 |
| Emiko Bleu Nightly Affairs | FM青森                     | 2017年1月〜 毎週水曜日20:30〜20:55                                              | 2017年1月 放送開始                     |

## 出演イベント
- 2010年 東京ゲームショー
- 2010年 ジャンプフェスタ
- 2011年 FM青森主催 アオモリレイション
- 2012年 山口周平・鈴木謙之Session Live
- 2013年 サモンナイト5サウンドトラック発売記念イベント
- 2013年 北海道十勝帯広 平原JAＭ
- 2014年 北海道十勝帯広 平原JAＭ
- 2015年 FM青森主催 アオモリレイション
- 2017年 酒やビックpresents いぃ〜OSAKE倶楽部 2周年記念sparkling party ！ (酒やビック・K-mix共催)  Liveゲスト
- 2017年 K-mixアーティストたちの音遊戯 2017夏
- 2018年 美女と野獣たち 五十嵐公太(Judy and Mary)都啓一(SOPHIA)らと共演